# Heidenrod
Heidenrod est une commune de Hesse (Allemagne), située dans l'arrondissement de Rheingau-Taunus, dans le district de Darmstadt.

## Jumelages
Heidenrod a développé des associations de jumelage avec :
- Wissous (France) depuis le 9 septembre 1984[1].

## Patrimoine
- Abbaye de Gronau, abbaye bénédictine anciennement située sur la commune.